# Торії Кійоміцу
Торії Кійоміцу (*鳥居 清満, 1735  —11 травня 1785) — японський художник доби Едо.

## Життєпис
Походив з роду відомих художників Торії. Його батьком за різними відомостями був Торії Кійонобу Молодший або Торії Кійомасу II. Народився у 1735 році в Едо. Продовжив родинну традицію, навчався малюванню у батька. У 13 років (1747 рік) виготовив перші ілюстрації для дитячої книжки «Таймен но біва». Згодом виконував ілюстрації до безлічі романів і повістей, але уславився станковими гравюрами з акторами і сценами із вистав театру кабукі (жанр якуся-е).
Усе життя  мешкав в Едо, де працював та помер 1785 року.

## Творчість
Торії Кійоміцу додав до червоного і зеленого кольорів, властивим в той час техніці бенідзурі-е, відтінки сірого, блакитного і жовтого (з 1765 року). Йому приписують винахід кенто — позначки на друкованій дошці, що дозволяло вирівнювати і максимально точно зіставляти різні колірні зони. Разом з тим Торіі Кійоміцу був вірний традиції бенідзурі-е.
Сюжетами його композицій служили зображення красунь, акторів в амплуа оннагата (жіночі ролі) і дівчат в інтер'єрах чайних будинків, за грою або читанням, після купання. герої в зображенні Кійоміцу відрізнялися граційністю, витонченністю та красою. Зображення акторів часто близькі до зображення красунь
Його учнями були Торії Кійонага і Торії Кійоцуне